# Tulijiw
Tulijiw (ukr. Туліїв) – osiedle na Ukrainie, w obwodzie winnickim, w rejonie czerniweckim. W 2001 roku liczyło 11 mieszkańców.